# Boisset, Cantal

Boisset este o comună în departamentul Cantal, Franța. În 1 ianuarie 2022 avea o populație de 665 de locuitori.